# Rhinocypha trimaculata
Rhinocypha trimaculata – gatunek ważki z rodziny Chlorocyphidae.